# Campeonato de Fútbol de Costa Rica 1999-2000
La temporada 1999-00 de la Primera División de Costa Rica fue la edición 81.ª del torneo de liga de fútbol de dicho país, iniciando en agosto de 1999 y finalizando en mayo de 2000.

## Sistema de competición
La temporada de la Primera División está conformada en dos partes:
- Torneo de Apertura: Se integra por las 22 jornadas del certamen, jugándose desde agosto hasta diciembre.
- Torneo de Clausura: Se integra por las 22 jornadas del certamen, jugándose desde enero hasta mayo.

El líder de cada campeonato obtiene un cupo para la gran final por el título. En caso de que si un equipo ocupa el primer lugar de ambas competencias, se proclama campeón automáticamente. El último lugar de los dos certámenes queda sembrado para un repechaje de permanencia, en la que se utiliza el sistema de dos de tres victorias.
Tanto en el torneo de Apertura como en el Clausura se observará el sistema de puntos. La ubicación en la tabla general está sujeta a lo siguiente:
- Por juego ganado se obtendrán tres puntos.
- Por juego empatado se obtendrá un punto.
- Por juego perdido no se otorgan puntos.

En esta fase participan los 12 clubes de la máxima categoría jugando durante las 22 jornadas respectivas, que en total se alcanzaría los 44 partidos disputados a visita recíproca a lo largo de la temporada. De la misma manera, habría dos juegos adicionales si ocurriera una final nacional.
El orden de los clubes al final de las dos vueltas del torneo corresponderá a la suma de los puntos obtenidos por cada uno de ellos y se presentará en forma descendente. Si al finalizar las 22 jornadas por cada torneo, dos o más clubes estuviesen empatados en puntos, su posición en la tabla general será determinada atendiendo a los siguientes criterios de desempate:
1. Mayor diferencia positiva general de goles. Este resultado se obtiene mediante la sumatoria de los goles anotados a todos los rivales, en cada campeonato menos los goles recibidos de estos.
2. Mayor cantidad de goles a favor, anotados a todos los rivales dentro de la misma competencia.
3. Mejor puntuación particular que hayan conseguido en las confrontaciones particulares entre ellos mismos.
4. Mayor diferencia positiva particular de goles, la cual se obtiene sumando los goles de los equipos empatados y restándole los goles recibidos.
5. Mayor cantidad de goles a favor que hayan conseguido en las confrontaciones entre ellos mismos.
6. Como última alternativa, el ente regidor realizaría un sorteo para el desempate.

## Información de los equipos
| Equipo                     | Entrenador             | Ciudad                  | Estadio           | Capacidad | Fundación      |
| -------------------------- | ---------------------- | ----------------------- | ----------------- | --------- | -------------- |
| A. D. Carmelita            | Juan Luis Hernández    | Alajuela                | Morera Soto       | 17 895    | 1948 (51 años) |
| A. D. Limonense            | Elmer Zumbado          | Limón                   | Juan Gobán        | 3 500     | 1961 (38 años) |
| A. D. Municipal Goicoechea | Freddy Kooper          | Goicoechea, San José    | "Coyella" Fonseca | 4 500     | 1958 (41 años) |
| A. D. Municipal Puntarenas | Luis Fernández Texeira | Puntarenas              | "Lito" Pérez      | 4 105     | 1952 (48 años) |
| A. D. Santa Bárbara        | Ulrich Kowalczyk       | Santa Bárbara, Heredia  | Carlos Alvarado   | 2 000     | 1943 (57 años) |
| A. D. San Carlos           | Daniel Casas           | San Carlos, Alajuela    | Carlos Ugalde     | 5 600     | 1965 (35 años) |
| C. S. Cartaginés           | Marco Tulio Hidalgo    | Cartago                 | "Fello" Meza      | 13 500    | 1906 (93 años) |
| C. S. Herediano            | Zlatko Petričević      | Heredia                 | Rosabal Cordero   | 8 721     | 1921 (78 años) |
| Deportivo Saprissa         | Alexandre Guimarães    | Tibás, San José         | Ricardo Saprissa  | 23 112    | 1935 (64 años) |
| L. D. Alajuelense          | Guilherme Farinha      | Alajuela                | Morera Soto       | 17 895    | 1919 (80 años) |
| Pérez Zeledón              | Orlando de León        | Pérez Zeledón, San José | Municipal         | 6 100     | 1991 (8 años)  |
| Santos de Guápiles         | Ronald Mora            | Guápiles, Limón         | Ebal Rodríguez    | 4 500     | 1961 (38 años) |

### Equipos por provincia
| Saprissa Herediano Carmelita Santa Bárbara Alajuelense San Carlos Limonense Pérez Zeledón Cartaginés Goicoechea Santos Puntarenas |

| Provincia  | N.º | Equipos                                               |
| ---------- | --- | ----------------------------------------------------- |
| Alajuela   | 3   | Alajuelense Carmelita San Carlos                      |
| San José   | 3   | Deportivo Saprissa Pérez Zeledón Municipal Goicoechea |
| Heredia    | 2   | Herediano Santa Bárbara                               |
| Limón      | 2   | Santos de Guápiles Limonense                          |
| Puntarenas | 1   | Municipal Puntarenas                                  |
| Cartago    | 1   | Cartaginés                                            |

### Ascenso y descenso
| a la Segunda División |
| --------------------- |
| A. D. Ramonense       |

| a la Primera División |
| --------------------- |
| Santos de Guápiles    |

## Torneo de Apertura

### Tabla de posiciones
| Pos. | Equipo               | Pts. | PJ | PG | PE | PP | GF | GC | Dif. |
| ---- | -------------------- | ---- | -- | -- | -- | -- | -- | -- | ---- |
| 1.º  | L. D. Alajuelense    | 52   | 22 | 17 | 1  | 4  | 54 | 17 | 37   |
| 2.º  | Deportivo Saprissa   | 49   | 22 | 15 | 4  | 3  | 36 | 19 | 17   |
| 3.º  | Municipal Puntarenas | 35   | 22 | 10 | 5  | 7  | 23 | 18 | 5    |
| 4.º  | C. S. Cartaginés     | 34   | 22 | 9  | 7  | 6  | 32 | 29 | 3    |
| 5.º  | A. D. Carmelita      | 32   | 22 | 9  | 5  | 8  | 38 | 28 | 10   |
| 6.º  | Santos de Guápiles   | 32   | 22 | 8  | 8  | 6  | 27 | 28 | −1   |
| 7.º  | C. S. Herediano      | 29   | 22 | 8  | 5  | 9  | 30 | 35 | −5   |
| 8.º  | Municipal Goicoechea | 25   | 22 | 7  | 4  | 11 | 30 | 39 | −9   |
| 9.º  | A. D. San Carlos     | 23   | 22 | 6  | 5  | 11 | 26 | 36 | −10  |
| 10.º | A. D. Santa Bárbara  | 21   | 22 | 6  | 3  | 13 | 26 | 38 | −12  |
| 11.º | Pérez Zeledón        | 19   | 22 | 4  | 7  | 11 | 26 | 43 | −17  |
| 12.º | A. D. Limonense      | 15   | 22 | 4  | 3  | 15 | 29 | 47 | −18  |

|  | Campeón del torneo       |
|  | Repechaje de permanencia |

### Resumen de resultados
| Local / Visita       | ADC   | ADL   | SB    | SC    | CSC   | CSH   | SAP   | LDA   | GOI   | PUN   | MPZ   | SAN   |
| -------------------- | ----- | ----- | ----- | ----- | ----- | ----- | ----- | ----- | ----- | ----- | ----- | ----- |
| A. D. Carmelita      |       | 4 - 1 | 5 - 0 | 1 - 0 | 1 - 2 | 0 - 1 | 1 - 2 | 0 - 2 | 3 - 1 | 0 - 0 | 1 - 1 | 0 - 0 |
| A. D. Limonense      | 1 - 0 |       | 0 - 1 | 5 - 0 | 1 - 1 | 1 - 5 | 1 - 3 | 0 - 3 | 1 - 2 | 1 - 1 | 2 - 3 | 1 - 1 |
| A. D. Santa Bárbara  | 4 - 4 | 1 - 2 |       | 1 - 3 | 1 - 2 | 3 - 3 | 0 - 1 | 2 - 3 | 3 - 1 | 1 - 0 | 4 - 1 | 1 - 0 |
| A. D. San Carlos     | 1 - 1 | 1 - 0 | 0 - 2 |       | 2 - 3 | 3 - 1 | 2 - 1 | 3 - 2 | 2 - 0 | 1 - 0 | 4 - 2 | 0 - 2 |
| C. S. Cartaginés     | 1 - 3 | 4 - 1 | 2 - 0 | 1 - 1 |       | 2 - 1 | 2 - 1 | 2 - 3 | 3 - 3 | 1 - 0 | 0 - 0 | 0 - 2 |
| C. S. Herediano      | 1 - 4 | 3 - 2 | 0 - 0 | 1 - 2 | 1 - 0 |       | 0 - 0 | 2 - 1 | 2 - 1 | 0 - 1 | 3 - 1 | 3 - 1 |
| Deportivo Saprissa   | 3 - 0 | 3 - 2 | 2 - 1 | 2 - 1 | 2 - 0 | 3 - 1 |       | 1 - 0 | 1 - 0 | 2 - 0 | 1 - 1 | 1 - 2 |
| L. D. Alajuelense    | 2 - 0 | 3 - 0 | 2 - 0 | 1 - 0 | 2 - 1 | 4 - 0 | 0 - 0 |       | 6 - 1 | 1 - 0 | 8 - 0 | 2 - 1 |
| Municipal Goicoechea | 0 - 1 | 2 - 1 | 2 - 1 | 1 - 0 | 0 - 0 | 2 - 0 | 2 - 4 | 2 - 1 |       | 3 - 1 | 2 - 2 | 1 - 2 |
| Municipal Puntarenas | 2 - 1 | 1 - 0 | 2 - 0 | 3 - 1 | 1 - 1 | 1 - 1 | 2 - 0 | 1 - 2 | 1 - 1 |       | 1 - 0 | 0 - 0 |
| Pérez Zeledón        | 1 - 2 | 1 - 3 | 1 - 0 | 0 - 0 | 2 - 3 | 0 - 0 | 0 - 1 | 1 - 2 | 4 - 3 | 2 - 3 |       | 0 - 0 |
| Santos de Guápiles   | 2 - 5 | 3 - 2 | 2 - 0 | 2 - 2 | 1 - 1 | 3 - 1 | 1 - 1 | 0 - 4 | 0 - 0 | 0 - 2 | 2 - 1 |       |

|  | Victoria del equipo local     |
|  | Empate                        |
|  | Victoria del equipo visitante |

## Torneo de Clausura

### Tabla de posiciones
| Pos. | Equipo               | Pts. | PJ | PG | PE | PP | GF | GC | Dif. |
| ---- | -------------------- | ---- | -- | -- | -- | -- | -- | -- | ---- |
| 1.º  | L. D. Alajuelense    | 50   | 22 | 15 | 5  | 2  | 51 | 24 | 27   |
| 2.º  | Deportivo Saprissa   | 45   | 22 | 14 | 3  | 5  | 50 | 25 | 25   |
| 3.º  | Santos de Guápiles   | 34   | 22 | 10 | 4  | 8  | 42 | 32 | 10   |
| 4.º  | C. S. Herediano      | 32   | 22 | 9  | 5  | 8  | 38 | 45 | −7   |
| 5.º  | C. S. Cartaginés     | 28   | 22 | 6  | 10 | 6  | 34 | 38 | −4   |
| 6.º  | A. D. Santa Bárbara  | 26   | 22 | 6  | 8  | 8  | 38 | 38 | 0    |
| 7.º  | A. D. San Carlos     | 26   | 22 | 7  | 5  | 10 | 24 | 28 | −4   |
| 8.º  | Pérez Zeledón        | 25   | 22 | 6  | 7  | 9  | 30 | 37 | −7   |
| 9.º  | A. D. Carmelita      | 24   | 22 | 5  | 9  | 8  | 23 | 28 | −5   |
| 10.º | A. D. Limonense      | 24   | 22 | 6  | 6  | 10 | 37 | 47 | −10  |
| 11.º | Municipal Puntarenas | 24   | 22 | 7  | 3  | 12 | 23 | 41 | −18  |
| 12.º | Municipal Goicoechea | 22   | 22 | 5  | 7  | 10 | 25 | 32 | −7   |

|  | Campeón del torneo       |
|  | Repechaje de permanencia |

### Tabla acumulada de la temporada
| Pos. | Equipo               | Pts. | PJ | PG | PE | PP | GF  | GC | Dif. |
| ---- | -------------------- | ---- | -- | -- | -- | -- | --- | -- | ---- |
| 1.º  | L. D. Alajuelense    | 102  | 44 | 32 | 6  | 6  | 103 | 41 | 62   |
| 2.º  | Deportivo Saprissa   | 94   | 44 | 29 | 7  | 8  | 86  | 44 | 42   |
| 3.º  | Santos de Guápiles   | 66   | 44 | 18 | 12 | 14 | 69  | 60 | 9    |
| 4.º  | C. S. Cartaginés     | 62   | 44 | 15 | 17 | 12 | 66  | 67 | −1   |
| 5.º  | C. S. Herediano      | 61   | 44 | 17 | 10 | 17 | 73  | 76 | −3   |
| 6.º  | Municipal Puntarenas | 59   | 44 | 17 | 8  | 19 | 45  | 59 | −14  |
| 7.º  | A. D. Carmelita      | 56   | 44 | 14 | 14 | 16 | 56  | 60 | −4   |
| 8.º  | A. D. San Carlos     | 49   | 44 | 13 | 10 | 21 | 50  | 63 | −13  |
| 9.º  | Municipal Goicoechea | 47   | 44 | 12 | 11 | 21 | 54  | 71 | −17  |
| 10.º | A. D. Santa Bárbara  | 47   | 44 | 12 | 11 | 21 | 64  | 76 | −12  |
| 11.º | Pérez Zeledón        | 44   | 44 | 10 | 14 | 20 | 56  | 80 | −24  |
| 12.º | A. D. Limonense      | 39   | 44 | 10 | 9  | 25 | 66  | 91 | −25  |

|  | Campeón de la temporada       |
|  | Descendido a Segunda División |

### Resumen de resultados
| Local / Visita       | ADC   | ADL   | SB    | SC    | CSC   | CSH   | SAP   | LDA   | GOI   | PUN   | MPZ   | SAN   |
| -------------------- | ----- | ----- | ----- | ----- | ----- | ----- | ----- | ----- | ----- | ----- | ----- | ----- |
| A. D. Carmelita      |       | 1 - 0 | 1 - 1 | 2 - 1 | 1 - 1 | 3 - 1 | 3 - 3 | 0 - 1 | 0 - 1 | 2 - 1 | 2 - 1 | 0 - 1 |
| A. D. Limonense      | 1 - 1 |       | 1 - 3 | 1 - 2 | 4 - 3 | 1 - 0 | 2 - 1 | 0 - 3 | 2 - 3 | 1 - 1 | 3 - 1 | 2 - 3 |
| A. D. Santa Bárbara  | 1 - 0 | 2 - 2 |       | 0 - 1 | 2 - 2 | 1 - 2 | 4 - 2 | 1 - 1 | 2 - 0 | 5 - 0 | 2 - 2 | 2 - 2 |
| A. D. San Carlos     | 0 - 0 | 2 - 0 | 1 - 1 |       | 0 - 1 | 0 - 1 | 0 - 3 | 0 - 2 | 2 - 1 | 1 - 1 | 3 - 0 | 2 - 0 |
| C. S. Cartaginés     | 3 - 3 | 3 - 4 | 3 - 1 | 3 - 1 |       | 1 - 1 | 1 - 1 | 1 - 1 | 1 - 0 | 4 - 0 | 2 - 0 | 0 - 0 |
| C. S. Herediano      | 2 - 1 | 4 - 0 | 1 - 1 | 2 - 2 | 2 - 2 |       | 1 - 4 | 1 - 3 | 3 - 3 | 3 - 2 | 3 - 1 | 0 - 3 |
| Deportivo Saprissa   | 2 - 0 | 3 - 3 | 2 - 1 | 2 - 0 | 4 - 0 | 3 - 0 |       | 4 - 0 | 3 - 1 | 2 - 0 | 2 - 0 | 3 - 1 |
| L. D. Alajuelense    | 1 - 1 | 3 - 1 | 6 - 3 | 2 - 1 | 6 - 1 | 5 - 1 | 1 - 0 |       | 3 - 1 | 4 - 1 | 1 - 0 | 2 - 1 |
| Municipal Goicoechea | 1 - 1 | 2 - 2 | 1 - 2 | 0 - 0 | 0 - 0 | 3 - 0 | 0 - 1 | 0 - 1 |       | 2 - 1 | 1 - 2 | 2 - 2 |
| Municipal Puntarenas | 1 - 0 | 0 - 3 | 2 - 1 | 2 - 1 | 1 - 0 | 2 - 4 | 1 - 3 | 2 - 2 | 0 - 1 |       | 1 - 0 | 2 - 0 |
| Pérez Zeledón        | 1 - 1 | 2 - 2 | 3 - 2 | 3 - 2 | 1 - 1 | 0 - 1 | 3 - 1 | 2 - 2 | 2 - 2 | 2 - 1 |       | 3 - 1 |
| Santos de Guápiles   | 3 - 0 | 4 - 2 | 3 - 0 | 1 - 2 | 5 - 1 | 4 - 5 | 3 - 1 | 2 - 1 | 2 - 0 | 0 - 1 | 1 - 1 |       |

|  | Victoria del equipo local     |
|  | Empate                        |
|  | Victoria del equipo visitante |

|                           |
| Campeón L. D. Alajuelense |
| 20° título                |

## Repechaje de permanencia

### Limonense - Goicoechea
| Ronda 1; 20 de mayo de 2000, 14:00 | A. D. Limonense                      | 1:1 (0:0, 1:1) (4:2 p.) | Municipal Goicoechea      | Estadio Juan Gobán, Limón |  |
|                                    | - Andy Herron 99' (Rayner Robinson ) | Reporte                 | - Alessandro Moreira 112' |                           |  |

| Ronda 2; 31 de mayo de 2000, 10:00 | Municipal Goicoechea                                                                                    | 3:2 (0:1, 2:2) (3:2 t. s.) | A. D. Limonense                                          | Estadio "Coyella" Fonseca, San José |                          |
|                                    | - Jorge Méndez 70' (pen.) - Alessandro Moreira 74' (Alfredo Alvez ) - Jorge Loría 114' (Alfredo Alvez ) | Reporte                    | - Rayner Robinson 12' - Andy Herron 71' (Carlos Flores ) | Árbitro(s): Vinicio Mena            | Árbitro(s): Vinicio Mena |

| Ronda 3; 4 de junio de 2000, 11:00                                                   | A. D. Limonense                                         | 2:0 (2:0) | Municipal Goicoechea | Estadio "Fello" Meza, Cartago |                            |
|                                                                                      | - Andy Herron 15' (Steven Cedeño ) - Kendall Wilson 29' | Reporte   |                      | Árbitro(s): Wálter Quesada    | Árbitro(s): Wálter Quesada |
| Limonense se mantiene en Primera División tras alcanzar más victorias en la repesca. |                                                         |           |                      |                               |                            |

## Estadísticas

### Tabla de goleadores
Lista con los máximos anotadores de la temporada.
| Pos. | Jugador              | Equipo                     | Goles |
| ---- | -------------------- | -------------------------- | ----- |
| 1.º  | Juan Carlos Arguedas | C. S. Herediano            | 23    |
| 2.º  | Rayner Robinson      | A. D. Limonense            | 22    |
| 3.º  | Kurt Bernard         | A. D. Limonense            | 20    |
| 4.º  | Jeaustin Campos      | Deportivo Saprissa         | 16    |
| 5.º  | Heriberto Quirós     | L. D. Alajuelense          | 15    |
| 6.º  | Gilberth Solano      | A. D. San Carlos           | 13    |
| 6.º  | Edson Valente        | L. D. Alajuelense          | 13    |
| 8.º  | Pércival Piggott     | C. S. Herediano            | 12    |
| 8.º  | Adrián Mahía         | Deportivo Saprissa         | 12    |
| 8.º  | Wilmer López         | L. D. Alajuelense          | 12    |
| 11.º | Josef Miso           | L. D. Alajuelense          | 11    |
| 11.º | Eddy Arias           | A. D. Santa Bárbara        | 11    |
| 11.º | Rolando Corella      | A. D. San Carlos           | 11    |
| 14.º | Óscar Rojas          | A. D. Carmelita            | 10    |
| 14.º | Luis José Herra      | A. D. Carmelita            | 10    |
| 14.º | José Luis González   | A. D. Carmelita            | 10    |
| 14.º | Olman Oviedo         | A. D. Santa Bárbara        | 10    |
| 14.º | Kenneth Vargas       | A. D. Santa Bárbara        | 10    |
| 14.º | Manrique Hernández   | A. D. Municipal Puntarenas | 10    |
| 14.º | Dáger Villalobos     | Santos de Guápiles         | 10    |
| 14.º | Marvin Chinchilla    | Pérez Zeledón              | 10    |

### Tabla de asistentes
Lista con los máximos asistentes de la temporada.
| Pos. | Jugador              | Equipo              | Asistencias |
| ---- | -------------------- | ------------------- | ----------- |
| 1.º  | Wilmer López         | L. D. Alajuelense   | 22          |
| 2.º  | Hugo Madrigal        | C. S. Cartaginés    | 16          |
| 3.º  | Andy Herron          | A. D. Limonense     | 14          |
| 4.º  | Eddy Arias           | A. D. Santa Bárbara | 13          |
| 5.º  | Allan Oviedo         | C. S. Herediano     | 12          |
| 5.º  | Steven Bryce         | Deportivo Saprissa  | 12          |
| 5.º  | Rayner Robinson      | A. D. Limonense     | 12          |
| 8.º  | Juan Carlos Arguedas | C. S. Herediano     | 11          |
| 9.º  | Cristian Aguilar     | A. D. Carmelita     | 10          |
| 9.º  | Jeaustin Campos      | Deportivo Saprissa  | 10          |
| 9.º  | Michael Myers        | Pérez Zeledón       | 10          |
| 9.º  | Heriberto Quirós     | L. D. Alajuelense   | 10          |
| 9.º  | Rolando Corella      | A. D. San Carlos    | 10          |